# Familienaktivierungsmanagement
Das FamilienAktivierungsManagement (FAM) ist eine ambulante Form der Jugend- und Familienhilfe auf der Grundlage der §§ 27ff SGB VIII.
Es ist ein Angebot für Familien, die sich in einer schweren Krise befinden und die vor der Frage stehen, ob ein oder mehrere Kinder oder Jugendliche außerhalb der Familie untergebracht werden müssen. Die Hilfeform ist speziell auf den pädagogischen Bedarf der genannten Zielgruppe zugeschnitten und kann zusätzlich nach den Erfordernissen des Einzelfalls modifiziert werden. FAM ist entsprechend eine einzelfallbezogene Maßnahme für Familien mit Kindern und Jugendlichen unter 18 Jahren mit einem Hilfeanspruch gemäß den o. g. rechtlichen Grundlagen.

## Pädagogische Grundlagen
FAM basiert auf einem konsequent auf Ressourcen- und Lösungsorientierung geprägten Paradigma, das getragen wird von einer aus Wertschätzung, Achtung und Respekt geprägten Haltung.
FAM geht davon aus, dass Menschen besonders in Krisen zur Veränderung bereit sind. Über ein zielorientiertes methodisches Vorgehen, den absichernden Rahmen einer 24-Stunden-Erreichbarkeit und ein klares fachliches Unterstützungssystem für die FAM-Fachkräfte soll die Fremdplatzierung einzelner Familienmitglieder vermieden werden, sofern dies dem Wohl des Kindes dient. In einem 6-wöchigen Einsatz im Haushalt der Familie werden die Fähigkeiten und Stärken aller Familienmitglieder herausgearbeitet, benannt und genutzt, um gemeinsam neue Ziele zu definieren und einen Stabilisierungsprozess einzuleiten. Die differenzierte Methodik des FAM ist im Wesentlichen darauf ausgerichtet, diejenigen Fähigkeiten und Stärken der Familie zu aktivieren, die in deren aktuelle Situation verschüttet sind.
Die Sicherheit und der Schutz der Kinder bzw. Jugendlichen steht dabei immer im Vordergrund.
Die Familie wird in unterstützende Strukturen des Umfeldes eingebunden, die über die Zeit der Unterstützung durch FAM hinaus Stabilität und Fortschritt gewährleisten. Die Unterstützung durch FAM ist auf sechs Wochen beschränkt. Das bedeutet, dass die Familie selbst initiativ werden muss und nicht langfristig in der Abhängigkeit der Helfer bleibt. Der in FAM praktizierte Arbeitsansatz setzt eine positive Grundhaltung der beteiligten Mitarbeiter gegenüber der Familie voraus.

## Geschichte und Entwicklung des FAM
Der Ursprung von FAM geht auf die amerikanischen „Family Preservation Services“ zurück, die u. a. mit dem „Homebuilders Model“ (Kinney, J./Haapala, D./Booth, C.) eine Form der Hilfe für Familien entwickelten, in denen ein Sorgerechtsentzug und damit eine Fremdunterbringung von Kindern unmittelbar notwendig erschien.
Mit dem Kriseninterventionsprogramm sollte die Familie schnell und kostengünstig dahingehend unterstützt werden, den Verbleib der Kinder im elterlichen Haushalt sichern zu können. Charakteristisch für alle diese Ansätze ist, dass bei ihnen weniger Wert auf die Grundlegung der Arbeitsprinzipien durch wissenschaftliche Theorien gelegt wird. Demgegenüber werden sich auf Erfahrung basierende Glaubenssätze formuliert, die bestimmte Werthaltungen als Grundprinzipien der Arbeit festlegen. In den sich auf dem positiven Menschenbild der humanistischen Psychologie gründenden Glaubenssätzen wird die Überzeugung vertreten, dass Menschen aktive Gestalter ihres Lebens sind und angenommen, dass Menschen sich immer verändern können. Die im FAM postulierte Haltung steht somit in einer Tradition von „Hilfe zur Selbsthilfe“ und ist primär auf Selbstverantwortung gerichtet.
Aus dem „Homebuilders Model“ hat sich das „families first program“ abgespalten, das nach ähnlichen Prinzipien arbeitet. Vor allem in Michigan wird das „families first program“ flächendeckend eingesetzt.
1994 war der erste Besuch von Mitarbeitern der Jugendhilfeeinrichtung Stiftung Hospital St. Wendel im Saarland bei Einrichtungen des „families first program“ in den Niederlanden, die das Programm in Kooperation mit dem Institut „Behavior and Science“ in Seattle durchführten. Die weiteren praktischen Erfahrungen vor Ort im „Departement of social services“ und im Institut „families first program Michigan“ sowie die anleitende Begleitung durch amerikanische Trainer mündeten darin, dass dieses Programm in der Bundesrepublik Deutschland dann unter dem Namen „FAM-FamilienAktivierungsManagement“ von der Stiftung Hospital St. Wendel auf deutsche Verhältnisse übertragen, erprobt und weiter entwickelt wurde.
1996 arbeiteten die ersten ausgebildeten Mitarbeiter mit dem FAM – FamilienAktivierungsManagement in Familien im Auftrag der Jugendämter der Landkreise St. Wendel, des Saar-Pfalz-Kreises und Neunkirchen. Die Einführung des Kriseninterventionsprogramms wurde durch die Förderung als Modellprojekt durch das Bundesministerium für Familie unterstützt und gefördert. Die wissenschaftliche Begleitung durch die Planungsgruppe PETRA qualifizierte die Arbeit durch Zwischenberichte und unterstützte dabei, die sich in den amerikanischen Ansätzen vornehmlich vorzufindenden behavioristischen Grundlagen durch die sich in der hiesigen Jugendhilfelandschaft zunehmend etablierenden systemischen Denkansätze zu erweitern sowie Elemente der Lösungsorientierung und de Encouraging (Ermutigung) zu integrieren. Insbesondere der von Steve de Shazer und Insoo Kim Berg vom Brief Family Therapy Center in Milwaukee, Wisconsin entwickelte „Lösungsorientierte Ansatz“ hat die Methode des „families first program“ maßgeblich beeinflusst.
Die Stiftung Hospital St. Wendel hat sich seinerzeit vom „families first program“ Michigan autorisieren lassen, das Programm in der Bundesrepublik Deutschland modellgetreu zu verbreiten. Zwölf Gründungsmitglieder aus dem gesamten Bundesgebiet haben sich 1998 mittels der Gründung eines Dachverband Familienaktivierung zusammengeschlossen, um die Entwicklung des FAM-FamilienAktivierungsManagement, seine Durchführung und die Qualitätssicherung zu fördern und zu begleiten.

## Ausformung und Weiterentwicklung
Die das FAM kennzeichnende aktivierende Arbeit ist – neben der den Familien seitens der Fachkräfte entgegengebrachten Haltung – geprägt durch ein Gerüst methodenorientierter Handlungen. Eine aktivierende Haltung in diesem Sinn gründet sich in einer konsequenten Stärkeorientierung. Aus diesem Verständnis heraus haben sich aus dem Kriseninterventionsprogramm vielschichtige weitere Hilfen entwickelt, die das Spektrum der Jugendhilfe ergänzen.

### FAM-Clearing
Ziel des FAM-Clearings ist es, mittels des Sammelns und Einschätzens vielfältiger Informationen über die Familie zu einer gemeinsamen Empfehlung von Jugendamt, Familie und FAM-Fachkraft hinsichtlich eines passgenauen Einsatzes etwaiger weiterer Hilfen zu gelangen.
Die Informationen, die im Klärungsprozess gewonnen werden, dienen der weiteren Hilfeplanung für die Familie. Bei der Hilfeplanung werden vorhandene Angebote, wie ambulante, stationäre oder teilstationäre Maßnahmen, ebenso in Betracht gezogen wie speziell auf die Familie angepasste Hilfeformen berücksichtigt.

### Familienstabilisierende Programme FSP/FSU
FSP (FamilienStabilisierungsProgramm) und FSU (FamilienStabilisierendeUnterstützung) wurden speziell entwickelt, um Familien in einer akuten Krise kurzfristig darin zu unterstützen, die eigene Stabilität (wieder) zu erlangen. Die Programme sind daher auf 6 Monate zeitbegrenzt, erfolgskontrolliert und in den Zielen und den Hilfeformen durch die Familie bestimmt. Sie sind darauf ausgerichtet, einer Familie vor einer überbeschützenden Dauerhilfe zu bewahren. FSP/FSU sind in ihrer Gestaltung eine intensivere Hilfeform als die SPFH (Sozialpädagogische Familienhilfe). Sie werden sowohl als Nachfolgehilfe des FAM eingesetzt, um die dort entwickelten Veränderungen zu stabilisieren, können aber auch als eigenständige Hilfeform durchgeführt werden.

### FAM (FamilienAktivierungsManagement) in Wohnform
Im Rahmen des FAM in Wohnform können Familien zur Ruhe kommen und sich bei der Bewältigung ihrer Probleme unterstützen lassen. Die Bearbeitung mitunter vielfältiger Problemstellungen wird prozesshaft und in hoher Intensität auch mittels einer zeitlich begrenzten Veränderung des Lebensmittelpunkts initiiert und begleitet. Dabei soll gleichzeitig perspektivisch ein weiterer Familienzusammenhalt ermöglicht werden. Die Maßnahmen sind zeitlich auf eine Dauer von bis zu 6 Monaten ausgerichtet.
In expliziten Trainingswohnungen werden neben der Aktivierung und Stabilisierung des Familiensystems unterschiedliche Interventionen auf sozialarbeiterischer, pädagogischer und therapeutischer Ebene eingesetzt.

### Flexible aktivierende Hilfen
Flexible aktivierende Hilfen sind zeitlich befristete, ziel- und lösungsorientierte Maßnahmen, die in Absprache mit dem Kostenträger auf die jeweiligen Bedürfnisse der Familie abgestimmt werden. Sie richten sich mit ihrem Angebot vorrangig an Familien, für die andere Formen der Jugendhilfe nicht in Frage kommen bzw. durch eine Diagnostik ausgeschlossen oder ergänzend erforderlich sind. Im Rahmen dieser Hilfen wird an einer konkreten Auftragslage mit Zielen und an Lösungen gearbeitet. Die Hilfen dauern so lange wie nötig und sind so kurz wie möglich.

### FAM – Rückführungsbegleitung
Als zeitlich befristete Begleitung von Familien, deren Kinder aus der Fremdunterbringung bzw. Inobhutnahme in die Familie zurückkehren oder als zeitlich befristete Klärung der aktuellen Entwicklung der Hilfe und der Möglichkeit der Rückführung mit der unterbringenden Einrichtung, dem Kind und dem Herkunftssystem.

## Leitlinien und Ziele des FAM
Die FAM-Fachkräfte handeln nach folgenden Grundsätzen:
- Kinder können am besten in einer Familie aufwachsen.
- Die Sicherheit des Kindes in der Familie ist der wichtigste Punkt der Hilfe.
- Die Beseitigung der Gefährdung anstelle Herausnahme des Kindes.
- In jeder Familie gibt es Veränderungsmöglichkeiten, auch in Familien, die von  als „hoffnungslos“ oder „multiproblematisch“ gelten.
- Hilfen zur Selbsthilfe durch Aktivierung der positiven Kräfte innerhalb der Familie und in deren Umfeld.
- Respekt vor den Normen und Werten der Familie und Bedeutung der Eltern und Kinder als „Partner“.
- Familienmitglieder haben den Willen zur Veränderung – eine Krise bietet besondere Möglichkeiten dazu.
- Falsche oder unpassende Hilfe kann Menschen verletzen, z. B. indem sich Menschen durch „Hilfe“ entwertet fühlen!

Das übergeordnete Ziel ist die Vermeidung von Fremdplatzierung, sofern dies dem Wohl des jungen Menschen dient. Fremdplatzierung ist in vielen Fällen
- schützend
- durch die Kontextveränderung therapeutisch intervenierend
- für das individuelle Wachstum Voraussetzung
- für das familiäre System entlastend

Fremdplatzierung kann aber auch bedeuten, den Symptomträger zu manifestieren, entlastende und damit lösungshemmende Schuldzuweisungen zu tolerieren bzw. sie zu initiieren und damit eine Auseinandersetzung und einen Suchprozess nach verborgenen Ressourcen oder vergessenen, jedoch vorhandenen Ressourcen zu verhindern. In jedem einzelnen Fall muss deshalb gemeinsam mit dem Jugendamt, der Familie und der Einrichtung geprüft werden, welches Instrument aus den vielschichtigen sozialen Hilfeformen in dieser Situation zu diesem Zeitpunkt angemessen ist.
Das FamilienAktivierungsManagement ist ein Angebot in der breiten Familien- und Jugendhilfe-Angebotspalette. Es gibt keinen generalisierten Einsatz des FAM. Die individuellen Wünsche der Betroffenen und die jeweiligen Realitäten sind entscheidungsrelevant. Weitere Ziele sind u. a.:
- eine akute Konfliktdämpfung
- die Stabilisierung und Rekonstruktion der Familie, um die akute Gefährdung der Kinder und des Familiensystems aufzuheben
- die Entwicklung der Kinder zu fördern
- der Familie soziale und materielle Unterstützung verfügbar zu machen
- die Vermittlung von Fähigkeiten für ein alternatives Verhalten
- das Vermitteln zwischen den Interessen und Zielen der einzelnen Familienmitglieder
- die Entwicklung gemeinsamer Zielsetzungen und Handlungsstränge

## Qualitätsstandards
Das FamilienAktivierungsManagement verpflichtet sich eindeutigen Qualitätsstandards. Die eingesetzten Fachkräfte werden im Rahmen einer berufsbegleitenden Zusatzqualifikation geschult und zertifiziert. Als weitere Qualitätsstandards findet Berücksichtigung:

### Rahmen und Struktur
Das Programm zeichnet sich aus durch die standardisierte zeitliche Befristung und dessen strukturierte Durchführung in 3 Phasen: Diagnostik und Zielerarbeitung – Training und Anleitung – Stabilisierung und Vernetzung.

### Dokumentation
Der Arbeitsprozess wird begleitend dokumentiert, Transparenz der Arbeitsergebnisse für Familie und Kostenträger werden angestrebt. Im Abschlussbericht wird u. a. ein Ressourcen- und Risikoprofil erstellt, Neben der Einschätzungen der Fachkräfte werden abweichende Sichtweisen der Familie berücksichtigt.

### Ausbildung und fachliche Qualifikation
Die in FAM tätigen Fachkräfte werden im Rahmen bundesweit standardisierter Weiterbildung geschult.

### Begleitende Fallberatung
Auf der Ebene der Fallbearbeitung sind i. d. R. wöchentliche Reflexionen und Zielüberprüfungen als Standard vor Ort durch FAM-Berater/-innen mit weiteren Zusatzqualifikationen etabliert. Eine begleitende Fallberatung wird darüber hinaus durch regelmäßige Kontrollsupervisionen überregional durch FAM-Trainer fachlich begleitet.

### Methodische Handreichung
Die Fachkräfte bedienen sich eines breitgefächerten Repertoires unterschiedlicher Methoden aus relevanten Fachdisziplinen.

### Evaluation
FAM ist bundesweit ob seiner Wirkung evaluiert. Im Rahmen des Bundesmodellprojektes „Modelle familienorientierter Erziehungshilfen in der Jugendhilfe“ des Bundesministeriums für Familien, Senioren, Frauen und Jugend und mit Unterstützung der saarländischen und rheinland-pfälzischen Landesregierungen wurde mit der Umsetzung des families first programs in Deutschland unter dem Begriff FAM – FamilienAktivierungsManagement im September 1996 begonnen. Die Arbeit im Saarland und in Rheinland-Pfalz wurde während der dreijährigen Projektlaufzeit von der Planungsgruppe PETRA wissenschaftlich begleitet.
Nach der 3-jährigen Projektbegleitung der FAM-Arbeit in der Stiftung Hospital St. Wendel wurde vom Jahr 2000 durch die FOREG – Universität Trier eine in Deutschland flächendeckende wissenschaftliche Begleitung aufgebaut. Die Ergebnisse der im Zeitraum von 1999 bis 2004 evaluierten Fälle wurden 2007 von M. Schenk veröffentlicht.
Erweiternd wurden im Zeitraum von April 2001 bis August 2003 im Sozialraum Bremen die örtlichen Angebote der Familienkrisenhilfe von der GISS und C. Erzberger evaluiert. Aktuell werden familienaktivierende Hilfen der Mitgliedseinrichtungen durch den Dachverband FAM evaluiert.